# چهارخان
چهارخان (به ترکی آذربایجانی: Çarxan) یک روستا در جمهوری آذربایجان است که در شهرستان شماخی واقع شده‌است. چهارخان ۲٬۶۰۰ نفر جمعیت دارد.
خان در فارسی به معنای کاروانسرا و نام این روستا یعنی چهارخان به معنی چهار کاروانسرای است.